# Dick Francis
Richard Stanley Francis (Lawrenny (Wales), 31 oktober 1920 – Grand Cayman, 14 februari 2010) was een Brits jockey en auteur.
Tijdens zijn carrière als jockey won Francis meer dan 350 races. Van 1953 tot 1957 startte hij voor de stal van de Engelse Queen Mum. Na een zware val in 1957 was hij gedwongen het racen op te geven. Zijn beroemdste moment als jockey beleefde hij in de Grand National van 1956 met het paard Devon Loch uit de stal van de "Queen Mum", toen het paard, in koppositie, kort voor de eindstreep op onverklaarbare wijze ten val kwam.
Na zijn gedwongen afscheid uit de paardenrensport schreef Francis een autobiografie, The Sport of Queens (1957). Dit leverde hem een sportcorrespondentschap op bij de London Sunday Express. Een correspondentschap dat Francis 16 jaren uitoefende.
In 1962 werd zijn eerste thriller, Dead Cert, gepubliceerd, waarna er tot in 2000 nog vele volgden. Na het overlijden van zijn vrouw in 2000 staakten zijn publicaties, maar vanaf 2006 werden in samenwerking met zijn zoon Felix Francis, weer boeken gepubliceerd.

## Werk
Thrillers
- Dead Cert (1962)
  - Wedren naar de dood (1968); vertaling van: Trudy de By
    - Favoriet (1995); vertaling van: P.H. Ottenhof
- Nerve (1964)
  - De hoogste hindernis (1965); vertaling van: Frans en Joyce Bruning
    - Zenuwmoord (1977)
- For Kicks (1965)
  - Misdaad in galop (1967); vertaling van:
    - Spitsroeden (2000); vertaling van: Ingrid Toth | Auke Leistra
- Odds Against (1965)
  - Alles tegen (1987); vertaling van: P.H. Ottenhof
- Flying Finish (1966)
  - Fatale finish (1975); vertaling van: Jean A.Schalekamp
- Blood Sport (1967)
  - Volbloed in hinderlaag (1969); vertaling van: Ria Loohuizen
    - Klopjacht (1999)
- Forfeit (1968)
  - Chantage met lievelingen (1969); vertaling van: Trudy de By
    - Ademnood (1997)
- Enquiry (1969)
  - Jockey zonder vergunning (1971); vertaling van: H.J. Oolbekkink
    - Onderzoek (1985);
- Rat Race (1970)
  - Fraude met franje (1973); 
    - Afval race (1995); vertaling van: P.H. Ottenhof
- Bonecrack (1971)
  - Breekbaar doelwit (1975); vertaling van: Lon Fager
    - Brekebeen (1992)
- Smokescreen (1972)
  - Rookgordijn (1990); vertaling van: Ronald Vlek
- Slayride (1973)
  - Moord-race (1974); vertaling van: Jean A.Schalekamp
- Knockdown (1974)
  - Doodklap (1975); vertaling van: Joop van Helmond
- High Stakes (1975)
  - Grote gok (1976); vertaling van: F.J.Bruning
- In the Frame (1976)
  - Doodgeverfd (1979); vertaling van: C.C.M.Zurel-Holty
- Risk (1977)
  - In de rats (1980); vertaling van: Sjaak Commandeur & Rien Verhoef
- Trial Run (1978)
  - Testrit in Moskou (1981); vertaling van: P.H. Ottenhof
- Whip Hand (1979)
  - De laatste hand (1981); vertaling van: Ed Schilders
- Reflex (1980)
  - Reflex (1982); vertaling van: Cornel Knol
- Twice Shy (1981)
  - Een gewaarschuwd man (1982); vertaling van: P.H. Ottenhof
- Banker (1982)
  - Bankier (1983); vertaling van: P.H. Ottenhof
- The Danger (1983)
  - Het gevaar (1984); vertaling van: P.H. Ottenhof
- Proof (1984)
  - Vuurproef (1985); vertaling van: P.H. Ottenhof
- Break In (1985)
  - Inbreuk; (1986); vertaling van: P.H. Ottenhof
- Bolt (1986)
  - Op hol; (1988); vertaling van: P.H. Ottenhof
- Hot Money (1987)
  - Bloedgeld (1988); vertaling van: P.H. Ottenhof
- The Edge (1988)
  - Op scherp (1990); vertaling van: P.H. Ottenhof
- Straight (1989)
  - Eindspurt (1991); vertaling van: P.H. Ottenhof
- Longshot (1990)
  - Doelwit (1991); vertaling van: P.H. Ottenhof
- Comeback (1991)
  - Kille com-back (1993); vertaling van: P.H. Ottenhof
- Driving Force (1992)
  - Stootkracht (1993); vertaling van: Auke Leistra
- Decider (1993)
  - Doofpot (1994); vertaling van: Auke Leistra
- Wild Horses (1994)
  - Wilde paarden (1995); vertaling van: Nelleke van Maaren
- Come to Grief (1995)
  - Gekraakt (1996); vertaling van: Nelleke van Maaren
- To the Hilt (1996)
  - Over de kling (1997); vertaling van: Nelleke van Maaren
- 10 Lb. Penalty (1997)
  - Paparazzo (1998); vertaling van: Nelleke van Maaren
- Field of Thirteen (1998)
  - Ongeluksgetal (1999)

  1. Raid at Kingdom Hill (The Rape of Kingdom Hill / The Race at Kingdom Hill)
Roof van Kingdom Hill; vertaling van: Auke Leistra
  2. Dead on Red
Rood is dood; vertaling van: Nelleke van Maaren
  3. Song for Mona
Lied voor Mona; vertaling van: Nelleke van Maaren
  4. Bright White Star
Helderwitte ster; vertaling van: Nelleke van Maaren
  5. Collision Course
Ramkoers; vertaling van: Nelleke van Maaren
  6. Nightmare (Nightmares / Nattmara)
Machtmerrie; vertaling van: Nelleke van Maaren
  7. Carrot for a Chestnut
Een wortel voor een vos; vertaling van:	Nelleke van Maaren
  8. The Gift (A Day of Wine and Roses / The Big Story)
Het cadeautje; vertaling van: Auke Leistra
  9. Spring Fever
Liefhebberij; vertaling van: Auke Leistra
  10. Blind Chance
(Twenty-one Good Men and True) )
Blind geluk; vertaling van: Auke Leistra
  11. Corkscrew
Kurkentrekker; vertaling van: Nelleke van Maaren
  12. The Day of the Losers
De dag der verliezers; vertaling van: Nelleke van Maaren
  13. Haig's Death
Haigs dood; vertaling van: Nelleke van Maaren
- Second Wind (1999)
  - Het oog van de orkaan (2000); vertaling van: Nelleke van Maaren
- Shattered (2000)
  - Gebroken (2001); vertaling van: Nelleke van Maaren
- Under Orders (2006)
  - Dodelijk web (2006); vertaling van: Auke Leistra
- Dead Heat (2007) (met: Felix Francis)
  - Nek aan nek (2008); vertaling van: Pon Ruiter
- Silks (2008) (met: Felix Francis)
  - Moordbaan (2009); vertaling van: Marga Blankestijn
- Even Money (2009)
  - Afrekening op Ascot (2010) vertaling van: Pon Ruiter
- Crossfire (2010)
  - Spervuur (2011) vertaling van: Catalien en Willem van Paasen
- Gamble (2011)

Overig
- The Sport of Queens (1957); autobiografie over het leven als jockey
  - Het beste paard van stal; (1985); vertaling van: P.H. Ottenhof
- Racing Man's Bedside Book (1969); (met: John Welcome)
- Lester (1986); [officiële biografie]

## Filmografie
- 1974 Dead Cert; 99 min.; screenplay:Tony Richardson; directie: Tony Richardson; cast: Scott Antony | Judi Dench | Michael Williams;
- 1979	Odds Against; tv-episode6; screenplay: Terence Feely; directie: Lawrence Gordon Clark; cast: Mike Gwilym | Mick Ford | James Maxwell;
- 1989 In the Frame; tv; screenplay: Andrew Payne; directie: Wigbert Wicker; cast: Ian McShane | Lyman Ward | Amadeus August;
- 1989 Twice Shy; tv; screenplay: Miles Henderson; directie: Deirdre Friel; cast: Ian McShane | Kate McKenzie | Karl Hayden;
- 1989 Blood Sport; tv; 89 min.; screenplay: Andrew Payne; directie: Harvey Hart; cast: Ian McShane | Heath Lamberts | Lloyd Bochner.

In 1980 schreef Francis, samen met Terence Feely, de screenplay voor de televisiefilm (episode uit de serie: The Dick Francis Thriller: The Racing Game): Needle.

## Prijzen en laureaten
- 1970 The Edgar Award for Best Novel; voor: Forfeit
- 1979 Gold Dagger; voor: Whip Hand
- 1981 The Edgar Award for Best Novel; voor: Whip Hand
- 1984 Officer of the Order of the British Empire
- 1989 The Cartier Diamond Dagger
- 1996 The Edgar Award for Best Novel; voor: Come to Grief
- 1996 Mystery Writers of America Grand Master Award
- 1996 The Shamus Award for best Private Investigator Novel (Private Eye Writers of America ); voor: Come to Grief
- 2000 The Agatha Award - Lifetime Achivement Award; voor zijn gehele oeuvre
- 2000 Commander of the Order of the British Empire
- 2003 The Gumshoe Award for Lifetime Achievement